# Gerberhof (Hannover)
Der Gerberhof oder Gährhof oder auch Schuhhof in Hannover war eine zum dortigen ehemaligen Amt der Schuhmacher zählende städtische Einrichtung zum Gerben von Leder.

## Geschichte
Der Gerberhof und mit ihm der Schuhhof lag bis in das 16. Jahrhundert hinein im Zentrum der Stadt Hannover in unmittelbarer Nähe des bereits im Spätmittelalter errichteten Alten Rathauses. Als der Rat der Stadt am Gründonnerstag 1564 beschloss, das Rathaus um einen zusätzlichen Flügel zu erweitern, wurde der bisherige Ort des Gerberhofs an der Köbelingerstraße ausgewählt: „vorhebbens zy de eyne halve des Radthuses, dar de Wage steit, und den Schohoff to buwende und an den ordt des Schohoffes, dar de Behusesunge uppe steit, eine Apotheken … enthorichtende.“ So wurde der ehemalige Schuhhof zusammen mit Bauteilen der früheren Stadtwaage zur Ratsapotheke umgestaltet. Der Gerberhof wurde im selben Jahr 1565 an das Leintor vor der Leineinsel verlegt, an den späteren Klostergang, wo der neue Schuhhof später die Hausnummer 4a und der „Gerhof“ die Nummer 4 erhielt. Hinter den „Gährhof“ wurde bald auch das alte Stadthospital und das Sodensche Kloster verlegt.
Aus der Geschichte der Familie um Hermann Theophilus Söhlmann ist überliefert, dass sich die hannoverschen Schuhmacher noch um das Jahr 1700 ihren Bedarf an Leder selbst herstellen ließen beziehungsweise dieses gemeinschaftlich in dem damals im Besitz des Lohgerber- und Schuhmacheramtes befindlichen Gerberhofes unter der Adresse Klosterhof 4 produzierten, wo es sich noch bis in die Zeit des Deutschen Kaiserreichs mindestens bis 1911 befand.